# Gamal Hamza
Gamal Hamza (جمال حمزة) (nascido em 5 de dezembro de 1981 (27 anos)) é um futebolista egípcio que defende a equipe do Al-Zamalek desde 2000 e a Seleção Egípcia de Futebol.